# Ogopogo
Ogopogo es el nombre con el que se conoce a un monstruo del lago que supuestamente vive en el lago Okanagan, en la Columbia Británica (Canadá), donde se ha visto el típico fenómeno de las "jorobas" que se desplazan sobre la superficie del agua, e interpretadas como los emergentes del cuerpo de un gran animal por las teorías que afirman la existencia de estas criaturas críptidas.

## Cultura popular
Hay un libro llamado "Scooby Doo y la maldición del ogopogo" el cual es de ediciones laberinto, que trata acerca del tema en forma de cómic